# Clemente de Alejandría
Tito Flavio Clemente, también conocido como Clemente de Alejandría o Clemente Alejandrino (en griego antiguo: Κλήμης ὁ Ἀλεξανδρεύς), fue un teólogo y filósofo cristiano que enseñó en la Escuela catequística de Alejandría. Fue el primer miembro de la Iglesia de Alejandría en recibir notoriedad, además de ser uno de los más destacados maestros de dicha ciudad. Nació a mediados del siglo II y se estima que murió entre los años 215 y 216.
Entre sus alumnos se encontraban Orígenes y Alejandro de Jerusalén. Un converso al cristianismo, Clemente era un hombre culto y familiarizado con la filosofía y la literatura griegas clásicas. Como demuestran sus tres obras principales, Clemente estuvo influido por la filosofía helenística en mayor medida que cualquier otro pensador cristiano de su época, y en particular, por Platón y los estoicos. Sus obras secretas, que sólo sobreviven en fragmentos, sugieren que también estaba familiarizado con el esoterismo judío precristiano y el gnosticismo. En una de sus obras sostiene que la filosofía griega tuvo su origen entre no griegos, afirmando que tanto Platón como Pitágoras recibieron enseñanzas de eruditos egipcios.
Clemente es considerado generalmente un Padre de la Iglesia. Es venerado como santo en el cristianismo copto, el catolicismo oriental, el cristianismo etíope y el anglicanismo. Fue venerado en el catolicismo hasta 1586, cuando su nombre fue retirado del Martirologio romano por el papa Sixto V por consejo de César Baronio. La Iglesia ortodoxa dejó de venerar oficialmente a Clemente de Alejandría en el siglo X. No obstante, se le sigue llamando «San Clemente de Alejandría» tanto por autores ortodoxos como católicos.

## Vida
Clemente no nació en Egipto como muchos han creído, sino en Atenas según narra el historiador Epifanio Escolástico (historiador del siglo VI) hacia el año 150. Tal información parece reforzada al constatar que Clemente contaba con una habilidad avanzada para escribir en griego clásico. Según los historiadores, los padres de Clemente de Alejandría eran paganos adinerados, de clase social alta. Clemente recibió una buena educación como se nota por el hecho de que a menudo hace referencia a poetas y filósofos griegos en sus obras. Viajó por Grecia, Italia, Palestina y finalmente Egipto, en busca de maestros cristianos. Al final llegó a Alejandría, la «ciudad símbolo» de ese cruce de diferentes culturas que se da en el helenismo.
Clemente fue alumno de Panteno —en quien reconocería haber encontrado el mejor de sus maestros—, administrador de la escuela catequística de Alejandría. Cuando Panteno murió, Clemente fue su sucesor y por lo tanto tomó las riendas de dicha escuela. Uno de los estudiantes más famosos al cual educó Clemente fue Orígenes. Numerosas fuentes atestiguan que fue ordenado presbítero. Durante la persecución de Septimio Severo, en 202-203, Clemente abandonó Alejandría y tuvo que buscar refugio en Cesarea junto al obispo Alejandro, quien era obispo de Flaviada en Capadocia (Alejandro se convertiría luego en el obispo de Jerusalén). Clemente murió poco antes del 215 (vivió en Capadocia esos últimos años).
La amplia cultura pagana de Clemente no fue borrada por su encuentro con el cristianismo. Los filósofos gentiles, Platón en especial, se hallaban según él en el camino recto para encontrar a Dios; aunque la plenitud del conocimiento y por tanto de la salvación la ha traído el Logos, Jesucristo, que llama a todos para que le sigan. Este es el tema del primero de sus escritos, el Protréptico o «exhortación», una invitación a la conversión.
A los que se deciden a seguir a Cristo, Clemente dedica la segunda de sus obras, el Pedagogo, «el preceptor». Trata de la obra educadora y de situaciones de la vida ordinaria en Alejandría. Esta misma idea aparecerá en su tratado Quis dives salvetur, «Quién es el rico que se salvará», una homilía que comenta la escena evangélica del joven rico.
Escribió también unos Stromata, o «tapices», donde va tratando temas variados con los que Clemente quiere crear inquietudes religiosas en el gentil.

## Obra

Opera omnia, 1715

Estas son las obras más importantes que nos quedan de él: el «Protréptico», el «Pedagogo», y los «Stromata». Si bien parece que no era la intención originaria del autor, estos escritos constituyen una auténtica trilogía, destinada a acompañar eficazmente la maduración espiritual del cristiano; dichas obras se conectan entre sí bajo un mismo propósito y estilo:
1. Protrepticus (o "Exhortación a los griegos").[6]
2. Paedagogus (o "Maestro").
3. Stromata (o "Misceláneas").

No es una composición sistemática; aborda diferentes temas, fruto directo de la enseñanza habitual de Clemente.
El teólogo Overbeck declaró que la trilogía fue uno de los proyectos literarios más significativos dentro de la historia de la Iglesia ya que en dichas obras Clemente presentó el cristianismo a los fieles a través de la forma tradicional de la literatura secular. 

### Protrepticus
El Protréptico, como dice la palabra misma, es una «exhortación» dirigida a quien comienza y busca el camino de la fe, siendo esta una de las formas literarias usadas con mayor frecuencia por los filósofos griegos, desde la época de Sócrates y Aristóteles, para invitar y exhortar a la gente a adoptar su forma de vida, donde el lógos protréptico es el camino a la felicidad y como el conocimiento del fin de la vida humana, necesario para adquirir el verdadero bien. 
Es más, el «Protréptico» coincide con una Persona: el Hijo de Dios, Jesucristo, que se convierte en «exhortador» de los hombres para que emprendan con decisión el camino hacia la Verdad. En el Protrepticus, Clemente invita al lector a no escuchar las leyendas míticas de los dioses, sino la "nueva canción" del Logos, el principio de la existencia y el creador del mundo. Clemente denuncia lo que él considera el sinsentido de las idolatrías y los misterios paganos, las prácticas pederastas de los griegos y los horrores del sacrificio que practicaban los paganos y afirma que los filósofos y poetas griegos solo hicieron suposiciones sobre la verdad, pero que los profetas en cambio establecieron el camino directo a la salvación. Clemente escribió que el Logos divino se ha presentado para despertar a todo lo bueno que existe en el alma humana y que a través de este despertar los humanos pueden alcanzar la inmortalidad.

### Paedagogus
Habiendo establecido esta introducción, la trilogía continúa con el Paedagogus, obra en la cual se detalla el desarrollo de la ética cristiana. En los escritos de Clemente se puede notar la influencia del filósofo  estoico Musonio Rufo quien fue maestro de Epicteto. A diferencia de la filosofía estoica, Clemente hace saber que el verdadero instructor es el Logos. El mismo Jesucristo se convierte después en «Pedagogo», es decir, en «educador» de aquellos que, en virtud del Bautismo, se han convertido en hijos de Dios. El primer libro trata con las bases religiosas de la moralidad cristiana mientras que el segundo y el tercero intentan establecer un debate sobre la conducta individual. Al igual que Epicteto, Clemente narró que la verdadera virtud se presenta en un modo de vida natural, simple y moderado. 

### Stromata
El mismo Jesucristo, por último, es también «didascalo», es decir, «maestro», que propone las enseñanzas más profundas. Estas se recogen en esta tercera obra de Clemente, los Stromata, palabra griega que significa: «tapicerías». Se trata de una composición que no es sistemática, sino que afronta diferentes argumentos, fruto directo de la enseñanza habitual de Clemente.
En este tercer libro, los Stromata, Clemente de Alejandría detalla cómo perfeccionar el modo de vida cristiano a través de una iniciación hacia el conocimiento. El primer libro está destinado a aquellas personas que no son cristianas, el segundo a aquellas recientemente iniciadas a dicha religión y el tercero se escribió con el propósito de informar a aquellos creyentes que llevasen más tiempo dentro de la Iglesia. La trilogía intenta contestar todas las interrogantes que puedan tener las personas educadas mientras que al mismo tiempo conduce a los estudiantes a un camino más profundo de la fe cristiana. El libro se tituló Stromata, que se traduce "misceláneas", por la diversidad de temas que trató de cubrir. Clemente escribió más de un libro relacionado con Stromata aunque no se relacionaron con los anteriores, por lo cual no formaron parte de una misma serie.

### Hypotyphoses
Clemente también escribió una obra titulada Hypotyphoses, libro que fue un comentario breve sobre ciertos pasajes de la Biblia aunque este libro no se llegó a conservar completamente. Actualmente solo se pueden leer los fragmentos preservados por Ecumenio.

### Quis dives salvetur
Además de la trilogía, el único libro de Clemente que se conservó en su totalidad fue el que se tituló ¿Quién es el hombre rico que se salvará? (Quis dives salvetur). Dicho libro toma como base Marcos 10:17-31, el cual dice que poseer riquezas no es ningún pecado, pero el mal uso de ellas sí será condenado. El motivo por el que lo escribió era que algunos jóvenes bienestantes de Alejandría que tenían un comportamiento inmoral, se justificaban con el sofisma de que Cristo ya les había condenado (predestinado al infierno) por el hecho mismo de ser ricos y por tanto no tenían nada más que hacer. El argumento es una historia sobre un jefe de ladrones que vuelve a la Iglesia, y san Juan Apóstol le acoge nuevamente. La riqueza en sí no es mala, lo es una actitud egoísta fruto de dejarse poseer por la riqueza.

### Fragmentos
Existen fragmentos de más obras de Clemente: 
1. Extractos de Teódoto: refutación de textos de la escuela gnóstica de Valentín. En ella habla de redención, de Jesús "Salvador", y de la naturaleza de Dios y los hombres.
2. Éclogas proféticas, recopilación de lo que llamaríamos "amigos de Dios": intermediarios entre Dios y los hombres. Resuelve cuestiones que los heréticos han discutido, discerniendo la verdad al paso de sus palabras: sobre la Creación, Bautismo, tiempos escatológicos...
3. Fragmentos de Hypotyposeis, que eran ocho libros y los conocemos por Eusebio, Casiodoro lo cita como "Adumbrationes" de la Escritura comentada. Esta obra fue calificada por Focio como blasfema.
4. Otros fragmentos Sobre el ayuno, Sobre la maledicencia.
5. Exhortación a la paciencia (o A los recién bautizados).[10]
6. Canon eclesiástico (o Contra los judaizantes).

Además, Anastasio Sinaíta cita Sobre la Providencia, de atribución dudosa. Tenía otros proyectos para escribir Sobre la castidad, Sobre el alma, Sobre la profecía, Sobre la resurrección, etc. Pero de todo ello destacamos un escrito sobre el Pésaj y sobre un ensayo destinado a contradecir a Melitón de Sardes por su deseo de celebrar la Pascua basándose en el calendario  judío. La mayoría de escritos de Clemente solo se conocen por su título ya que ni fragmentos se pudieron preservar.

## Ediciones
Las obras de Clemente de Alejandría fueron editadas en primer lugar por P. Victorius (Florencia, 1550). La edición más completa es la de J. Potter. Clementis Alexandrini opera quae extant omnia (Oxford, 1715; Venecia, 1757), reproducida por Migne en su Patrologia Graeca VIII, IX. La edición de G. Dindort (Oxford, 1869) fue autorizada por expertos solventes. La de O. Stahlin apareció en el Griechisehen christlichen Schriftsteller de Berlín, etc. Hasta 1908 se habían publicado dos volúmenes de Protrepticus y el Paedagogus (Leipzig, 1905), y Stromata (Bks. I -VI, ibid., 1906). El prefacio del primer volumen (pp. 1-83) contiene el mejor recuento de los manuscritos y ediciones de Clemente. 
Entre las ediciones separadas de sus obras las siguientes son las más notables: Hort y Mayor, Miscellanies, Bk. VII, con una traducción inglesa (London, 1902); Zahn, "Adumbrationes" en Forschungen zur Geschichte des Neutestamentlichen Kanons, III, y "Supplementum Clementinum" (Erlangen, 1884); Köster, Quis dives salvetur? (Freiburg, 1893). Esta última obra fue también editada por P. M. Barnard en Cambridge Texts and Studies de W. Wilson (1897), y traducida por él en Early Church Classics para la Society for Promoting Christian Knowledge o Sociedad para la Promoción del Conocimiento Cristiano (SPCK), London, 1901. Una traducción inglesa completa de todos los escritos de Clemente puede consultarse en la Ante-Nicene Christian Library (New York).